# Solveig Svanbom
Solveig Elisabet Svanbom, tidigare känd som Solveig Andersson, född 14 februari 1939 i Stockholm, är en svensk apotekstekniker och feminist.
Svanbom, som är dotter till byggnadsarbetare Olle Svanbom och fabriksarbetare Lisa Svensson, avlade realexamen 1956, var anställd på apotek 1956–1964, studerade inom kommunal vuxenutbildning 1965–1968, var sjukvårdsbiträde 1965–1976 och anställdes på Apoteksbolagets huvudkontor, avdelningen för statistik, 1977. Hon blev medlem i Grupp 8 1972, var medarbetare i Kvinnobulletinen från 1983 och ansvarig utgivare för nämnda tidskrift 1984–1987. Hon var ordförande i Apotekstjänstemannaförbundets HK-klubb 1982–1986.